# Danny Basham
Daniel "Danny" Hollie, né le 3 octobre 1977, est un catcheur américain, travaillant actuellement sur le circuit indépendant. Hollie est connu pour ses apparitions à la World Wrestling Entertainment entre 2000 et 2007 sous les noms Danny Holliday, (The) Damaja et Danny Basham et à la Total Nonstop Action Wrestling en 2007.

## Carrière

### Ohio Valley Wrestling (1999-2003, 2006-2007)
Hollie fait ses débuts dans le catch à l'Ohio Valley Wrestling (OVW), en tant que Damaja. Le 6 janvier 1999, lui et David C. se font remettre l'OVW Southern Tag Team Championship quand Nick Dinsmore ne venait pas et que Rob Conway était décompté à l'extérieur. Il sera trois fois champion OVW, battant les Dinsmore, Flash Flanagan, et autre Nova. En 2003, il se voit octroyer les services de manager du vainqueur de Tough Enough II Shaniqua.
Le 18 novembre 2006, lors d'un show de la OVW, Hollie fait un retour surprise, lorsque le propriétaire de l'OVW Danny Davis introduit Danny Basham comme le OVW TroubleShooter (une sorte de General Manager), lui garantissant le pouvoir de diriger chaque show de l'OVW. Le 7 mars 2007, les Basham Brothers retournent à l'OVW et battent Wyatt Young & Mike Tolar dans un dark match. Hollie a lutté sous le nom de ring The Damaja.

### World Wrestling Entertainment(2000, 2003-2007)
En 2000, Danny Holly fait quelques apparitions à la WWF Jakked et dans des Dark matches sous le nom de ring Danny Holliday. Fin 2002/début 2003, Holly participe aux dark matches d'avant les enregistrements de RAW et SmackDown! sous sa gimmick OVW et son nom de ring, Damaja.
Le 29 mai 2003, Danny fait ses débuts télévisés à la WWE (en tant que Danny Basham), faisant équipe avec Doug Basham pour former l'équipe heel, les Basham Brothers.

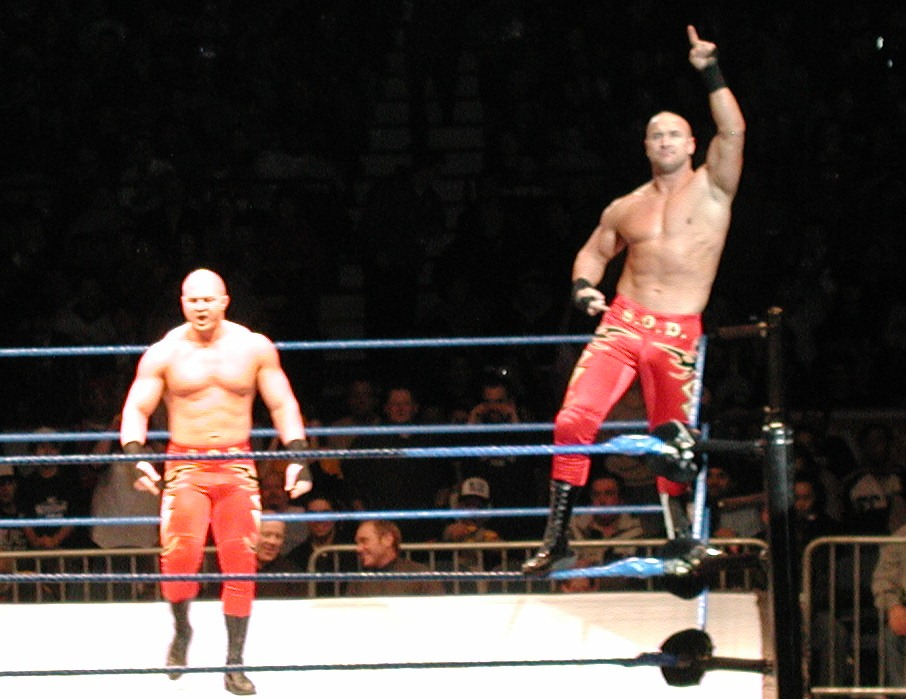
Basham Brothers

Les Basham Brothers ont fait leur début officiel à la WWE le 29 mai 2003 à SmackDown en battant Rikishi et Spanky. Peu de temps après Shaniqua devenait leur manager. Leur gimmick était à l'origine celle de deux fans sado-masochiste, avec Shaniqua étant leur dominatrice. Les Bashams remportaient leur premier WWE Tag Team Championship face à Los Guerreros le 23 octobre 2003 à SmackDown!. L'équipe perdait les titres en février 2004 contre Rikishi et Scotty 2 Hotty. Les Basham Brothers et Shaniqua affrontaient Scotty 2 Hotty et Rikishi à No Way Out 2004 dans un match handicap match pour les titres par équipes mais ils perdaient le match quand Shaniqua subissait le tombé. Juste après ce match les Basham Brothers perdaient leur manger Shaniqua comme elle était envoyée à la OVW pour s'entraîner. Pendant les mois suivants, les Basham Brothers apparaissaient souvent à WWE Velocity et juste à quelques occasions à SmackDown! pour ce qui était souvent des défaites.
Les Basham Brothers rejoignaient le Cabinet de John Bradshaw Layfield le 25 novembre 2004 à SmackDown!. Connus comme les Co-Secretaries of Defense de JBL, leur rôle était de souvent se sacrifier eux-mêmes pour empêcher Layfield d'être mis à mal par ses adversaires. Les Bashams gagnaient de nouveau les titres par équipe face à Rey Mysterio et Rob Van Dam, Luther Reigns et Mark Jindrak, et Eddie Guerrero et Booker T dans un four-way elimination match en janvier 2005. Les Basham Brothers perdaient les titres contre Rey Mysterio et Eddie Guerrero à No Way Out 2005 le 20 février. À partir de ce moment les Bashams soit jobbaient à SmackDown! ou battaient n'importe quelle équipe qui se mettait dans leurs pattes à Velocity. Les Basham Brothers quittaient le Cabinet de Layfield le 16 juin 2005 à SmackDown, affirmant qu'ils étaient fatigués d'être "les essais de crash de JBL" et de ne pas tirer assez de respect.
Le 30 juin 2005, Danny Basham était l'un des échangés de dernière minute lors du WWE Draft 2005, qui le voyait aller de SmackDown! à RAW. Ceci laissait chaque homme seul en solo dans chaque division de la WWE.
Lors de l'édition de RAW du 18 juillet, Danny Basham faisait sa première apparition dans la division RAWcomme l'un des bûcherons sous l'ordre de Chris Jericho lors du Lumberjack match entre John Cena et Gene Snitsky dans lequel Jericho montait tous les bûcherons heel contre Cena en espérant que ça permette à Snitsky de gagner. À la fin, les superstars faces venaient faire la différence et Cena décrochait la victoire avec un FU. Pendant son apparition, Basham portait ses vêtements de ring de Secretaries of Defense.
En août 2005 Holly participait aux dark matches d'avant RAW avec son ancienne gimmick, The Damaja et faisait ses débuts télévisés le 11 septembre 2005 à WWE Heat (en tant que Danny Basham) sous sa gimmick de Damaja, plus gothique du style de Raven. Danny venait avec une nouvelle musique, le visage maquillé en noir.
Doug continuait d'expérimenter les squash matchs sous cette gimmick inexplicable, sporadiquement pour les mois suivants avant de disparaître et de signer ensuite un nouveau contrat avec la WWE en avril 2006.

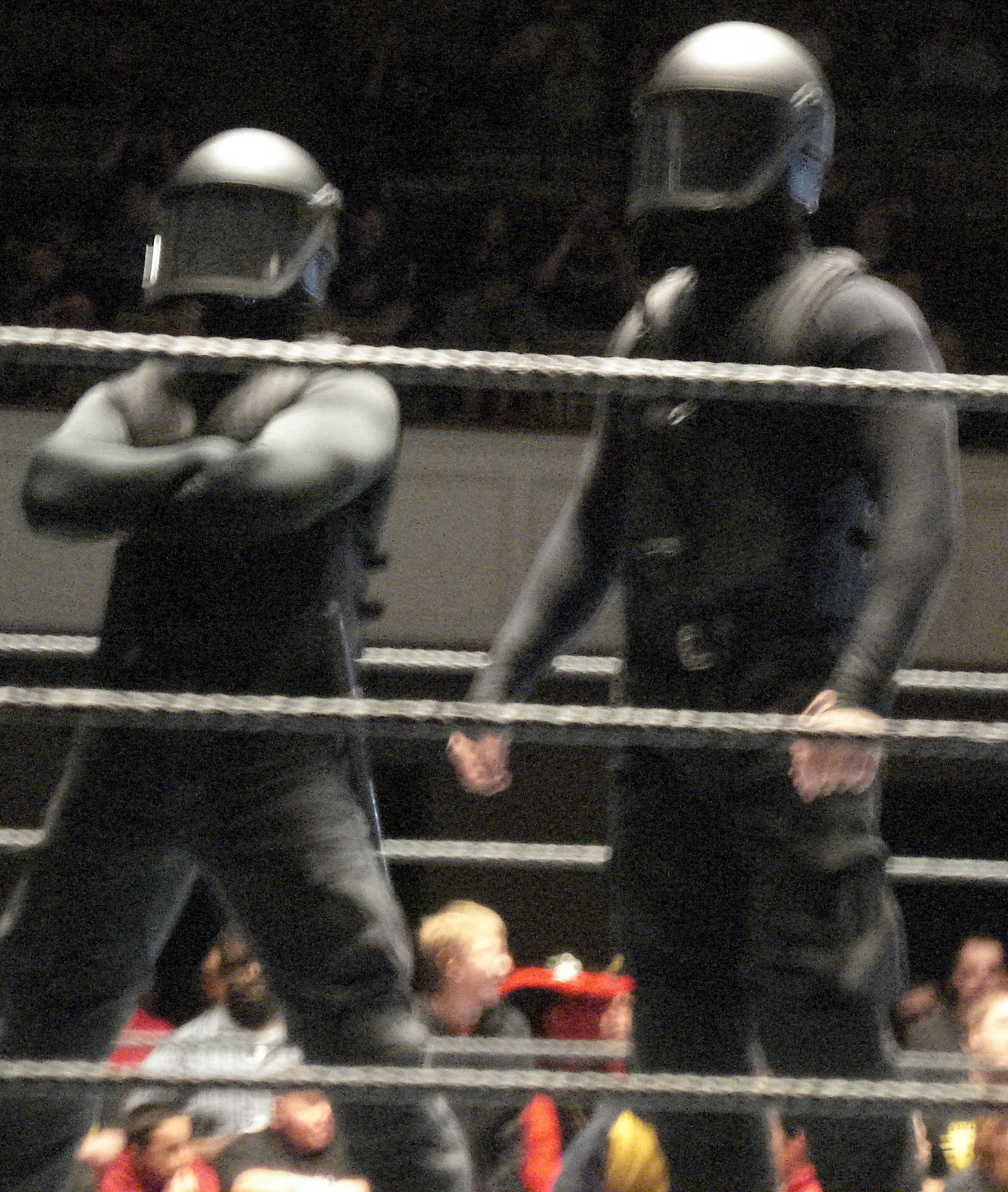
Les Basham Brothers en tant que Security Enforcers de Paul Heyman.

Doug et Danny étaient tous les deux réunis à la division de la ECW en juillet 2006 à plusieurs house shows avant de devenir à l'écran les "Security Enforcers" masqués et sans nom du leader de la ECW Paul Heyman. Cependant, quand Danny était blessé au biceps, il était remplacé par Derek Neikirk, qui poursuivait le rôle de Danny comme le second enforcer masqué.
Le 18 janvier 2007, la WWE annonçait le renvoi de 11 superstars, dont les Basham Brothers.

### Total Nonstop Action Wrestling (2007)
Danny Basham (maintenant connu comme Damaja) et Doug Basham ou tout simplement Basham, débutait à la Total Nonstop Action Wrestling le 10 mai 2007 à TNA Impact!. Ils étaient révélés être les alliés de Christy Hemme, et à TNA Sacrifice 2007, Basham et Damaja battaient les rivaux d'Hemme, Kip James et Lance Hoyt dans un match par équipe. Le 15 août 2007, Hollie était renvoyé tout comme son partenaire pour ne pas s'être présenté à un house show.

## Caractéristiques
- Prises de finition et favorites
  - Brain Damage (Sit-down Chokebomb)
  - Belly to back suplex
  - Bulldog
  - Elevated DDT

- Managers
  - Christy Hemme
  - Miss Jackie
  - Shaniqua
  - Victoria

- Surnoms
  - Co-Secretary of Defense

## Palmarès
- Ohio Valley Wrestling
  - 4 fois OVW Heavyweight Champion
  - 3 fois OVW Southern Tag Team Champion avec David C. (2) et avec Doug Basham (1)[3]

- World Wrestling Entertainment
  - WWE Tag Team Championship (2 fois) avec Doug Basham[4]